# Росткі-Пйотровиці
Росткі-Пйотровиці (пол. Rostki-Piotrowice) — село в Польщі, у гміні Малкіня-Ґурна Островського повіту Мазовецького воєводства.
Населення — 59 осіб (2011).
У 1975-1998 роках село належало до Остроленцького воєводства.

## Демографія
Демографічна структура станом на 31 березня 2011 року:
|          | Загалом | Допрацездатний вік | Працездатний вік | Постпрацездатний вік |
| -------- | ------- | ------------------ | ---------------- | -------------------- |
| Чоловіки | 24      | 6                  | 13               | 5                    |
| Жінки    | 35      | 7                  | 19               | 9                    |
| Разом    | 59      | 13                 | 32               | 14                   |